# 文系と理系
文系と理系（ぶんけいとりけい）とは、学問分野、人物、性格などの大まかな分類である。それぞれ文科系（ぶんかけい）、理科系（りかけい）とも呼ばれ、両者を合わせて文理（ぶんり）という。

## 概要
伝統的に、文系とは主に人間の活動を研究の対象とする学問（主に人文科学と社会科学に分類される）の系統とされ、理系とは主に自然界を研究の対象とする学問（およそ自然科学に分類される）の系統とされてきた。しかし現在では、研究対象よりもむしろ課題解決のために用いる手法で分類されることが多い。たとえば金融工学や社会工学は、研究対象こそ「人間の活動」であるが、研究対象をほとんど同じくする経済学や社会学とは異なり一般には理系とみなされる。
文系と理系の区別はフランス教育圏などでもみられ、日本固有ではないが、経済学（economics）を欧米の大学では理系分野を用いた学部（Bachelor of Science in economics）も設けている大学や大学院があるなど差異はある。逆に日本と同様の文系の経済学部はBachelor of Arts in economics。
英語で理系学問の総称をSTEM (Science（自然科学）, Technology（応用科学）, Engineering（工学） and Mathematics（数学））と呼び、理工農系など理系学部卒は理系学士（BS,BSc,Bachelor of Science） を名乗れる。文系の総称を人文・社会科学（Humanities and Social science＝HSS）と呼び、文系学部卒は文系学士（BA,Bachelor of Arts）と名乗ることができる。

## 文系的と捉えられることが多い学問
文系的学問は、人文学・社会科学（Humanities and Social science）に分けられる。社会における人間行動を科学的かつ体系的に研究する経験科学の学問を「社会科学」と区分される。それ以外の学問は「人文学」と呼ばれ、または自然科学と社会科学の2つの「科学（science）」へと語呂合わせしたい際には「人文科学」と呼ばれる。
人文学
- 哲学
- 倫理学
- 宗教学 - 神学
- 文学 - 人文学
- 芸術学 - 美学
- 美術工芸学 - デザイン学
- 音楽学
- 歴史学 - 考古学
- 地理学
- 観光学
- 心理学
- 文化人類学 - 民族学
- 民俗学
- 言語学
- 社会学
- 福祉学
- 家政学 - 生活環境科学
- 教育学

社会科学
- 経済学（Arts in economics） - 国際経済学
- 商学 - 経営学
- 法学
- 政治学 - 政治経済学
- 行政学 - 政策学
- 国際関係学 - 国際政治学

ただし、経営学・経済学でも高度な数学的・統計学的解析という理系要素を伴う学部である場合は理系になる。例えば、東京理科大学には「文理融合型の経営学」をうたった経営学部が1993年に設置されている。冒頭の通り、欧米では経済学・経営学でも理系寄りな経済学部の場合は「Science in economics 」、文系寄りな日本と同様なのは「Bachelor of Arts in economics」としている。日本でも文理グレーゾーンな学部とされている。
さらに近年では経済物理学という新分野の開拓や、言語学研究における脳波解析の活用、音楽における音響学の応用などにより単に文系学問とされてきた中にも理系要素を含む学問が発生している。政治学や国際関係論の研究にはゲーム理論等の応用数学的アプローチが用いられることがあり、公共政策大学院には実際に数学の授業が開講している。
一方、地理学は地球科学と密接な関係を持ち、特に自然地理学や地図学は理系の学問と位置づけられることも多い。考古学も放射性炭素年代測定など理化学的検査の必要が年々増加しているため、やはり数学や理科が重要視される傾向にある。

## 理系的と捉えられることが多い学問
- 数学
- 経済学（高度な数学的・統計学的解析という理系要素を伴うタイプの経済学,Science in economics[3]）
- 情報学 - 計算機工学
- 情報科学（計算機科学、情報工学）
- 統計学
- 物理学-電磁気学/熱力学/ 力学/場の量子論
- 天文学 - 宇宙科学
- 地球科学（地学） - 海洋学 - 気象学 - 地質学 - 惑星科学
- 化学-物理化学/無機化学/有機化学/高分子化学/生化学など。

- 医学 - 歯学 - 薬学 - 看護学 - 福祉学
- 保健学 - 栄養学
- 生物学(生命科学) - 生物資源科学
- 農学[14] - 林学/森林科学
- 水産学
- 獣医学 - 畜産学
- 工学[14] - 理工学[14]
- 建築学
- 軍事学(防衛学、兵学) - 軍学

農学、工学には経営学、経済学、地域研究との複合分野がある。例として金融工学や経営工学、農業経済学がある。農学とされる造園学（ランドスケープ学）、主に日本では建築学科が工学部の下部に設置される事例に多くみられた。建築学科は理系学部の下部のみならず、芸術学部や環境学部など文系学部の下に置かれるケースもある。防衛学に関しても日本の防衛大学校のように課程が文系と理系に広くわたる。
また日本では大学入試センター試験における地学科目の試験がほかの「理科基礎」の科目の他のに比べて計算問題が少なく暗記中心で、「化学基礎＋生物基礎」という組み合わせが最も人気のほか 「生物基礎＋地学基礎」という組合せも人気である。　
地学は暗記量が化学に比べて少なく、それでいて物理のような複雑な計算がほとんどないので暗記が得意な文系国公立志望の受験生に支持されているとしているが、それでも受験者数は毎年約2000人で、 理科全体の受験者数の約0.4％に過ぎない背景には、地学が受験に利用可能な大学が有名私大入試にほぼないことにある。日本では全大学生の内17％しか理系ではないことが問題となっており、理系学生の割合を増やすことが推進されている。
2020年代にはいり、日本では理系人材が根本的に不足しているとし、2022年5月に教育未来創造会議が取りまとめた資料によると、学部段階での理工系の入学者の割合は、経済協力開発機構（OECD）諸国平均の27パーセントに対して日本は17パーセントと大きく後れを取っている、さらに女性（リケジョ）についてみると、OECD諸国の平均が15パーセントであるのに対し、日本は7パーセントという結果を踏まえ、 文部科学省はデータサイエンスやデジタルグリーンの分野を対象に、大学・高専機能強化支援事業を開始。 2023年（令和5年）に、大学・高専機能強化支援事業の初回公募を実施している。

## 文理融合型の教育・学問
文系理系の区分に捉われず、分野横断的な知識を習得し、幅広い視点・様々な技術や情報を用いて、課題を解決に導く力を育成する教育方針をさす。
「『文系的』な知識と『理系的』な知識をバランスよく兼ね備え、多角的な視点と豊かな技術力を兼ね備えた人材」への社会的ニーズが高まっている状況を受け、文理融合型カリキュラムを採用する学部の新設数は近年増加する傾向にある。
文理融合人材の事例としては、データサイエンティストが挙げられる。
データの解析を行ううえで必須となる情報学・統計学的知識、および専用のデータ解析ツールの扱い方などの理系的知識だけでなく、データの解析結果がどのような「意味」を持っているのかを考察し、データの「価値」を引き出すためには、文化や社会に関する幅広い知識も求められ、人文学的知識や社会科学的知識についての素養も要求さる。

## 文系と理系とを特徴づける性質
1981年に細胞生物学者の太田次郎が「どうも、文科と理科というのは、（中略）旧制高校時代にはそれなりにはっきりしていたが、しだいにその区別がぼやけてきたような感じがする」と述べている。

### 数理科学の応用度
一般に、理系の学問は数学との親和性が高いため、「理数系」と呼ばれる場合もあるが、理系であっても、全分野で一様に高度な数学を用いるとは限らない。工学博士の森博嗣は、解剖学者の養老孟司と対談した際、「総じていえば、実験科学に高度な数学は不要でした」と述べ、たとえば自身の専門であるコンクリートの研究においては「研究の六割方は実験」「微積分も不要」「文系の人でもできる作業」などと発言した。しかしその後
とも述べ、実験科学においても突き詰めて研究していけば数学が必要になることも認めている。
また、後に述べるように、文系分野における数学・物理学の活用は皆無ではない。それら例外については文系的と捉えられることが多い学問を参照のこと。

### 業績評価の違い
太田次郎は、研究業績の評価について、文理間では大きな違いがあると指摘している。いわく、
とのことであり、少なくとも理工系においては「一次情報第一主義」がとられているという。また、理系の多くの分野は、研究に際して高額な実験器具や測定器具があったほうが有利であり、そのための研究費は論文数にほぼ比例して支給されるので、研究費を求める理系の研究者はとにかくたくさんの論文を量産しなければならない。

一方、文系においては事情はかなり異なる。太田によれば、
とのことであり、論文をこまめに発表することは「悪いとは言われない」が、基本的に業績評価の中心は総説であって、むしろ論文のほうが業績評価においてマイナーな扱いを受けることさえあるという。

### 論文様式の違い
1973年にノーベル医学・生理学賞を受賞したローレンツ（動物行動学者）の論文について、太田は「きわめて文科的な表現の仕方」と評している。なぜなら、
からだという。当時生物学の最先端であった分子生物学の専門家からは、観察結果のみを図や表を用いて簡潔にまとめ、考察も極力排したような論文が好まれる傾向にあり、また理系の他の分野についても
などといわれるように、ほとんど考察の無い図表のみの論文が多い。このように、論文の様式も文理では大きく違うものである。
土木工学の世界においても、篠原修は著書で、定量分析や数式のない景観や環境をテーマにした論文は、1980年代まではなかなか評価がなされなかったという。樋口忠彦 (工学者)の博士論文『景観の構造に関する基礎的研究』が数式の無い論文のため、学位審査の難航が懸念されたが、審査委員の一人に加わった芦原義信が絶賛。さらに論文は日本（景観の構造 ―ランドスケープとしての日本の空間―、技報堂出版、1975年）だけでなく芦原の翻訳でThe MIT Pressからも出版される。

### 研究適齢期
理系の研究者の場合、一般に若い頃の方が画期的な成果を出しやすい。数学者の広中平祐が「数学は、若いうちにやらないと駄目である」と発言したように、数学や理論物理学の分野では、二十代がピークとされ、三十代半ばを過ぎると新たな成果は稀になる。顕著な業績をあげた学者というのは、三十歳くらいですでに傑出していることが多い。
数学や理論物理学ほどではないものの、実験科学の分野でも、アイデアは若いときに出て、その後はそれを実証したり、さらに幅を広げるという人生を送ってきた研究者が多い。

一方、文系の学問の場合は必ずしもそうではないという。太田次郎によれば、
とのことで、「どうも、理科系と文科系では、一般に勝負の速さに違いがあるように感じている」という。

## 歴史と現状

### 歴史
学問を文系と理系に分けることの起源がおそらく日本にあるということは、下記のとおり多くの論者が指摘しているところであるが、前述のとおり諸外国でも類似の区分がみられる。
太田次郎は、日本の文系と理系の区別について、「おそらくその起源は、旧制高校の制度にあると思われる」と述べた。山梨大学講師（当時）で理学博士の藤井康男によれば、「おそらくわが国だけの分け方ではないかと思う」とのことである。また藤井は、「外国の事情をよく調べたことはないのだが、」とことわったうえで、「外人と話してみてわかることは、彼らは文科とか理科とかをあまり口にしないということである」とも述べている。
日本においては、第2次・高等学校令（大正7年勅令第389号）の第8条に「高等学校高等科を分ちて文科及理科とす」（原文は平仮名部分がカタカナ）という規定があった。明治中期から第二次世界大戦降伏前は、旧制高等学校は、旧制大学で教育を受けるための準備教育を行う場としての位置づけが大きかった。高等学校の高等科においては、学修する外国語（英語およびドイツ語が大半）によって、「文科甲類」「文科乙類」「理科甲類」「理科乙類」などに分け、「文科」「理科」のどちらで学んだのか、学んだ外国語は何であったかによって、旧制大学で学ぶ専攻分野を大きく左右した。
東京工業大学教授で社会学が専門の橋爪大三郎によれば、学問を文系と理系とに区別することの本来の動機は、予算がかかる学問の学生数を制限することだという。
近代の日本において、大学教育に対する準備教育の課程を「文科」と「理科」に区分したことは、現代における文系と理系の区分に事実上引き継がれている。現代において文系を文科系と、理系を理科系と呼ぶのは、旧制高等学校の区分けの名残である。「系」の語が付与されているのは、「文科」「理科」という学科組織に基づく分類によっていないからである（なお、現代においても「高等学校」および「中等教育学校の後期課程」に「理数科」という学科があり、この場合、「理数科」を卒業した場合は、「理数科卒業」となる。ただし、大学進学に際し文系の学部・学科・課程への入学制限は、一切ない）。

### 現状

#### 専門教育の準備段階において
ひとりの人間の発達史において、文系・理系の区分が初めて明確に意識されるようになるのは、一般には大学受験に備える高校の高学年からである。しかしながら、大学受験という一回のチャンスに人生が大きく影響されるという考えが根強い日本では、幼いころから「この子は算数や理科が得意だから理系」「この子は社会や国語を好むから文系」などと言われるようである。（後述）
旧制高校の廃止に伴い「文科」「理科」のあからさまな区分を廃した現代の日本の大学では、入学試験を学部単位、学科単位あるいは専攻単位といった細かい区分のもと行うことが多く、それぞれ入試科目や試験制度をきめ細やかに設定することも多い。とはいえ、文系学問を専攻する学部・学科どうし、理系学問を専攻する学部・学科どうしでそれぞれ比較すると、多少の差異はあれども入試科目のパターンはそれぞれ似通っていることが多い。国公立大学の個別試験や私立大学の入学試験では、文系ならば英語、国語の2教科を必須とした上で数学、地理歴史（大学によっては公民も選択可能）のいずれか1科目から選択させることが一般的であり、理系ならば英語、数学の2教科を必須とした上で理科のうちいずれか1科目または2科目を選択させることが一般的である。国公立大学の入学試験にはこのほかに大学入試センター試験の受験が必須とされるが、ここでも文系は地理歴史と公民を合わせて2科目受験することが要求される一方理系は1科目で許されたり、同様に理科に関しても文系は理系よりも科目数ないしは試験範囲を少なくして良いなど、入試科目構成が文理それぞれで定型化してしまっている現状がある。
このような事情もあって、「高等学校」および「中等教育学校の後期課程」などにおいて、大学進学を希望する生徒が授業を履修する際には、大学の入学者選抜に対応するために、生徒の希望学部・学科・専攻の入試科目に応じて、生徒の履修科目が文系型または理系型になるように、教員や保護者が指導することが慣習化し、学習塾もこれを受けた事業を展開している。
太田次郎によれば、文系と理系に分かれるさい、最大の要因となるのは数学の得手・不得手である。「理系」分野へ進学を希望する場合、入学試験科目の一つに数学が課せられることが多い反面、「文系」では数学が選択できないか、選択できても必須でない大学が圧倒的に多く、また数学を必須とする大学でも文系の場合には配点が低めに設定されている。このことから「数学が出来ないから理系をやめて文系を目指そう」と考える者が少なくない。一方、理系の大学入試で国語が独立科目として必須とされる例は東京大学、京都大学などほんのわずかしかなく、選択できるのもごくごく一部の私立大学のみにとどまっている。数学と地理歴史の選択制をとっている入試が多い文系に比べると、理系の入試は科目選択の幅が小さく、見方を変えればそれは苦手科目を抱えてしまった際の逃げ道が少ないということにもなる。

理系の入試においてほぼ必ず数学が課せられている現状に対しては、太田次郎による次のような批判がある。
京都大学経済学部のように、入学試験を文系受験生用と理系受験生用に分け、それぞれ異なる科目構成で行う大学・学部も存在する。

#### 専門教育において
旧制高等学校は、戦後になって新制大学教養部として大学に組み込まれた。多くの大学で教養部が廃止された現在においても、その名残から文系と理系のどちらかに大学教育の内容を分ける習慣がある。多くの大学では、1・2年次の教養科目の選択パターンが文系学部同士・理系学部同士でそれぞれ酷似していたり、必修授業の一部を文系学部全体・理系学部全体の合同で行ったりする。また法科大学院には理系学部出身者を優先的に入学させる「理系枠」なるものがあるなど、専門課程を過ぎても「文系」「理系」の括りは何かにつけて付いて回る。
技術系の最高資格である技術士一次試験での共通科目受験免除の条件の一つとして理科系の学部学科卒が挙げられている。またNASAの宇宙飛行士に応募するためには理系出身でなくてはならない。
過去には太平洋戦争末期に行われた学徒出陣において、理科系学生には技術要員として徴兵猶予が継続された一方、文科系学生は士官候補生として動員された。

西欧圏では、学問分野は基本的に自然科学・人文科学・社会科学の3つに大別されることから、文系と理系は、日本の歴史的な事情によって形成された便宜的な分類であることがわかる。ただし実際に事物を深く学修・研究しようとすると、文系と理系という二者択一の区分法に、限界が見て取られることは多い。太田次郎は
と指摘している。

##### 学位（修士号・博士号）取得状況とその扱い
日本では理系のほうが文系に比べて修士・博士課程に進学する割合や意識が高く、博士号取得者の8割が理系である。これは卒業後の就職・採用事情と大きく関係しており、理科系大学生は大学院修了者も含めての技術職や研究職の募集に関しても往々にしてあり、研究室の教員の紹介などのルートもあるのに対して、文科系には大学院修了見込者用求人や研究職の募集自体が極端に少なく、文科系卒業生が一般的に就職する就職先の職場では経理や営業現場でのOJTを重視する傾向にあるためと見られる。文系とされる博士号取得者は欧米には多数存在する一方で、日本では付与条件や取得状況が極端に厳しく、これが海外留学生の受け入れにおいてしばしば問題とされる。

##### 専門化と学際化
旧制高校には全寮制のところが多く、しかも文系と理系の学生がひとまとまりに同居する形であったため、文系・理系の学生たちは最低限の知識を共有することができ、互いの交流を通して「全人的な影響」を受け、「文科と理科のカオスなかに若い燃えたぎる生命が打ち込まれ、陶冶され、そして磨かれてい」った。ところが、旧制高校は「エリート教育だから」という理由で戦後の学制改革により廃止され、学生運動対策として学生寮もどんどん壊された結果として、現在の大学が輩出する人材は戦前に比べて文系・理系のどちらかへとより偏り、後述のごとき「会社人間」が蔓延することにつながっているとしている。
また専門化と同時に隣接分野の融合（学際化）も起こっており、言うなれば「○○系寄りの□□系」、「□□系寄りの○○系」といった分野も存在するため、これが同一学問系内における更なる乖離を生み出している。
学際化が文系と理系にまたがると文理融合（ぶんりゆうごう）と呼ぶ。また、そのような分野が文系・理系の両方にわたることを強調して学際系と呼称することもある。なお、工学的知見と文系諸学問の知見の双方が扱われる分野を「文工融合（ぶんこうゆうごう）」と呼ぶ者もいるが、あまり普及した言葉とは言えない。

#### 社会とのかかわり
文系・理系の区別は、社会生活にも大きな影響を与えている。橋爪大三郎によれば、大学が社会へ送り出す人材が文系と理系とに専門化されることにより、個の力が弱まり、大組織中心の社会が形成されるという。

#### 文理人気・職業選択への影響
文理選択は将来の学部選択・専門分化を通じて職業選択に影響する。主に文理にまたがる学部に広く置かれる建築系学科を学歴とした建築士などは別にして、資格取得に学歴を要求するような職業、特に医師・歯科医師・薬剤師といった医療系職業などでは、人気が高いこともあり大学入学の数年前からすでに受験勉強をしていなければならない。したがって、本人の学問に対する興味そのものよりも、本人の希望する職業、あるいは親が子供につかせたい職業によって文理選択を決める（決められる）場合が往々にしてある。それゆえに文理選択の全体的な傾向は、選択時の経済状況や経済予測、技術革新や流行等に影響を受けるとされる。
一般に、「不況になると理系が人気になる」とされている。代々木ゼミナール進学情報・指導部本部長（当時）の坂口幸世は、理・工学部志望者が減少して1995年頃に最少となり、そこから増加し2002年までに減少前の水準に戻った（代ゼミ調べ）ことについて、
と分析している。
毎日新聞社が2002年3月に行ったアンケートでは、現職官僚70人（文系出身者54人、理系出身者16人）のうち35人（うち理系出身者10人）が「昇進に関して文理格差がある」と答え、そのうちのほとんどは「文系有利」と回答した。「収入に関して文理格差がある」と回答した者は全体では17人にとどまったが、うち理系は8人もいた。このように、理系官僚は文系官僚に比べて、地位や収入など実利的な面で何らかの不満を抱えている者が多いことがわかる。しかしその一方で、「仕事や生活に対する満足度」に関しては、文理格差があると答えた理系官僚は1人しかいなかった。
理系官僚は、仕事において自分の能力を十分に発揮できる点や、自分に向いた仕事・自分の好きな仕事をできるという点で充実を感じているようである。

#### 文理別・学部別収入に関する調査
理系の生涯賃金の平均が文系より5000万円近く低いとする1998年の調査もあり、これが理系離れの原因だと主張する言説が往々にして見受けられる一方で、2010年に京都大学経済研究所の西村和雄特任教授らが、理系と文系を卒業した人の年収を比較したところ、通説に反して理系学部出身者の方が高収入だったとした。また2009年のデータを元に2011年3月に公表された調査報告でも、46歳男性では理系出身者の平均所得が600.99万円で文系559.02万円を上回るとされた。この違いについて、IT産業の興隆などにより理系出身社長・取締役が増えたことや、バブル期の調査データには銀行・証券会社など金融業の給料が製造業より高く、これが文系理系の差に反映されていたとの分析があり、前述の西村もそれらが一般的イメージとなり、これによってその説が広まったとしている。

収入に関する統計には、文理別・学部別・偏差値別・男女別の様々な統計が出されている。
- 天野郁夫著『旧制専門学校』（大正6年）には、高学歴社員の処遇として、日本郵船の初任給が掲載されている（日本郵船は当時の就職したい企業1位であった）。それによると、東京帝国大学工学部の初任給が45円。東京帝国大学法学部が40円。東京高等商業学校が35～40円。慶応義塾・早稲田が30円。という具合である。当時は大学や学部によって賃金が変わることが一般的であった[56]。

- 前田一著『サラリマン物語』（昭和3年）には、出版前年の昭和2年の実績と見られる有名企業の初任給一覧が出ている。たとえば、三菱合資では、帝大工90円、帝大法80円、商大80円、商大専門部と早慶、神戸高商75円、地方高等商業と中央、法政、明治65～70円、私大専門部、50～60円、中学程度35円である[57]。この時代は、大卒就職率約30%という不況の時代でもあり、『大学は出たけれど』などの映画が作られたほどの就職難であった。また、当時（昭和5年）の東京帝国大学の就職率は、医学部94.7%、工学部82.3％、農学部79.4％、理学部70.2％、経済学部39.2％、文学部37.3％、法学部32.1％である[58]。

- 松繁寿和らは1998年に、ある国立大の理系学部と文系学部を一つずつ選んで、調査用紙を郵送し、その時点での年収などをたずねた。この統計調査をもとに毎日新聞の記者が計算したところによると、生涯賃金はおよそ5000万円ほど文系学部の卒業生が高くなった[59]。

- 2009年のキャリコネの調査によると、理系の大学の出身者は、平均年収が638.9万円。これに対して文系は、551万円だった。学部別の年収だと、工学部661．1万円、理学部616．1万円、法学部615．3万円、経済学部608．3万円、商学部・経営学部604．3万円、薬学部551．4万円、農学部526．3万円、社会学部464．9万円、文学部409．5万円である。また、東京大学出身者の学部別平均年収は、理学部1381．3万円、法学部1158．7、工学部1057．6万円、経済学部923．8万円、農学部700．5万円であった[60]。

- 2010年の慶応義塾大学の調査では、男性の平均年収は文系が559万円だったのに対し、理系は601万円で、42万円高かった。 女性も文系203万円に対し、理系は260万円で57万円高かった。 年代別比較では、理系男子は、国立大出身なら35歳で文系男子よりも100万円弱ほど高く、60歳では150万円以上高かった。国立大以外の理系は35歳までは文系より低いが、40歳ではほぼ同じ、45歳では追い抜いていた。 また、役職員に就いている正社員の割合も文系は20.3％に対し、理系は35.0％。会社の経営者の割合も文系1.3％に対して、理系2.1％とわずかに高かった[61]。

- 2010年の京都大学と同志社大学の調査では、文系の平均年収約583万円に対し、理系は約682万円だった。格差は年齢と共に広がり、25歳では理系が文系より約60万円多く、60歳では約168万円に拡大していた。このほか、サンプルをもとに40歳時のモデル年収を推計したところ、理系男性が約717万円、文系男性が約680万円だった一方、理系女性が約498万円、文系女性が約402万円と男性の方が約220～280万円も高く、男女間の賃金格差が浮き彫りとなった。また、出身学部をベネッセコーポレーションによる大学難易度別にA（偏差値60以上）、B（50～59）、C（50未満）に分けたところ、同じ難易度ではいずれも理系が高く、最も高いのはAの理系。Bの理系はAの文系の平均を下回ったものの、Aの文系でも受験で数学を選択しなかった人の平均よりは高かった[62]。

- 2011年の浦坂純子と西村和雄の調査では、慶応義塾大学パネル調査共同研究拠点の「日本家計パネル調査(JHPS)」のデータを分析して、文理別に国立・非国立大卒の年収を調べている。それによると、所得の順位は、国立理系男子、非国立理系男子、国立文系男子、非国立文系男子の順となっている。また、偏差値別の分析では、高偏差値理系男子、高偏差値文系男子、中偏差値理系男子、中偏差値文系男子の順となっている。しかし、50歳以降になると高偏差値文系男子は、中偏差値理系男子に所得で追い越されてしまう。これは、文系の賃金カーブのピークが50歳であり、以降は賃金が下がっていくのに比べ、理系の賃金カーブは50歳以降も上昇するためと考えられる[63]。

- 2011年の経済産業研究所の調査では、理系学部出身者の平均所得は文系学部出身者より約130万円高く、そのうち高校時代に物理が得意だった人が最も高所得である。平均所得は全体が552万円だったのに対し、理系学部出身者は637万円、文系学部出身者は510万円であった。理系学部出身者の平均所得は、高校時代に得意だった理科科目別では物理681万円、地学647万円、化学620万円、生物549万円の順だった[64]。また、同調査では、同志社大学経済学部の八木匡らによって、得意科目別と年収の調査についても調べられている。それによると、文系、理系を合わせた大卒就業者約1万人（平均年齢43歳）の得意科目と平均所得（年収）の関係を調べると、数学が得意な人の所得が約620万円と最も高く、2番目は理科が得意な人の約608万円だった。数学が得意な人と国語が得意な人とでは、約183万円の差があった。

- 2011年に「週刊東洋経済」が「DODA」の協力を得て転職サービス登録者の調査を基に推計したところ、生涯年収は理系で2.25億円に対し、文系は2.10億円足らず。1500万円以上の差がついた。その理由として、当時DODA編集長の美濃啓貴は「モノ作りのできる技術者は営業職に就けるが、文系出身の営業マンは専門的な知識や経験がないので技術者にはなれない」と、職業選択の幅の違いを指摘している[65]。

- 2011年に株式会社アイ・キューが行った調査によると、営業職の学歴・文理別平均年収は、国公立大院卒/理系 682.00万円、国公立大学/理系 676.30万円、私立大学/理系 617.91万円、私立大院卒/理系 617.39万円、国公立大学/文系 584.53万円、海外大学院 583.33万円、私立大学/文系 543.61万円、専門・短大・高専・各種学校 503.86万円、国公立大院卒/文系 502.83万円、私立大院卒/文系 490.00万円、高校 486.71万円、海外大学 482.76万円の順であった[66]。
- 2018年の寺田好秀の論文では「慶應義塾家計パネル調査」のデータを利用して、男性の文系・理系間の所得格差の推移について分析している。その結果、2003年から2012年の10年間、一貫して理系の方が文系よりも平均所得が高く、さらに所得格差が拡大しており、またその原因は景気変動にあると結論付けている。また、このことから、高い所得と安定をもとめるのであれば、理系の方が好ましいと考えている[67]。